# Seehore
Seehore är en bergstopp i Schweiz.   Den ligger i distriktet Frutigen-Niedersimmental och kantonen Bern, i den centrala delen av landet, 40 km söder om huvudstaden Bern. Toppen på Seehore är 2 281 meter över havet, eller 383 meter över den omgivande terrängen. Bredden vid basen är 3,3 km.
Terrängen runt Seehore är huvudsakligen bergig, men åt nordost är den kuperad. Närmaste större samhälle är Adelboden, 11,3 km sydost om Seehore. 
I omgivningarna runt Seehore växer i huvudsak blandskog. Runt Seehore är det ganska glesbefolkat, med 38 invånare per kvadratkilometer.